# Iweta Faron
Iweta Faron (* 8. Dezember 1999 in Obidowa) ist eine polnische Paralympionikin. Seit der Geburt fehlt ihr die rechten Hand, so dass sie in der Klasse LW8 startet.
Sie trainiert Biathlon und Skilanglauf bei KS Obidowiec Obidowa, professionell begann sie 2015 zu trainieren. Iweta Faron war Teilnehmerin bei den Winter-Paralympics 2018 und ist für die 2022 qualifiziert.

## Erfolge
- 2018
  - 3. Platz über die mittlere Biathlondistanz beim Paralympischen Skiweltcup in Vuokatti, Finnland[3]
- 2019
  - 4. Platz beim Biathlonsprint beim Paralympischen Skiweltcup in Östersund, Schweden[3]
- 2020
  - 3. Platz beim Biathlonsprint beim Paralympischen Skiweltcup in Altenberg, Deutschland[3]
- 2021
  - 3. Platz beim Biathlonsprint beim Paralympischen Skiweltcup in Canmore, Kanada[3]